# Jean-Michel Carrié
Pour les articles homonymes, voir Carrié.
Jean-Michel Carrié né le 6 juin 1943 est un historien français spécialiste de l'antiquité romaine.
Ancien élève de l’École normale supérieure et de l'École française de Rome, il a été professeur dans les universités de Paris X - Nanterre, Florence et Turin. Il est directeur d'études à l'École des hautes études en sciences sociales (membre associé du Centre de Recherches Historiques), et dirige la revue Antiquité Tardive, période dont il est spécialiste.

## Publications

### Ouvrages
- L'Empire romain en mutation, Paris, 1999 (avec Aline Rousselle)

### Articles en ligne
- Avec François Baratte, Walter Pohl et Gisela Ripoll, « Une question en débat : la transformation du monde romain et le rôle des barbares », Perspective, 1 | 2008, p. 19-28 [mis en ligne le 31 mars 2018, consulté le 28 janvier 2022. URL : http://journals.openedition.org/perspective/3489 ; DOI : https://doi.org/10.4000/perspective.3489].